# 俄罗斯死刑制度
俄罗斯死刑制度在历史上经历了很多变化，目前，俄罗斯没有使用死刑。俄罗斯既有总统鲍里斯·叶利钦在1996年建立的隐性禁令，也有俄罗斯宪法法院在1999年建立的显性禁令，最近在2009年得到重申。自1996年以来，俄罗斯从未处决过任何人。

## 历史

### 俄罗斯的死刑
在前沙皇时代的中世纪俄罗斯，死刑相对少见，甚至在许多(如果不是大多数的话)公国中被禁止。罗斯法典(c. 1017)对应当执行的罪行加以限制。后来，该法律在该国大部分地区进行了修改，以完全禁止死刑。
俄罗斯帝国广泛地实行死刑，几乎所有现代国家在20世纪之前都是如此。最早的类似现代刑法的法律文件之一是在1398年颁布的，其中提到了一种死罪:有两次前科的盗窃行为(这是目前美国几个州存在的“三振出局法”的前身)。1497年的《普斯科夫法典》(Pskov Code)对这一名单进行了重大扩展，提到了三起特殊的盗窃事件(在教堂里盗窃、偷马，或有两次前科)，以及纵火和叛国罪。死罪数量的增长趋势继续:1649年，这个名单包括63种罪行，这个数字在彼得大帝统治期间几乎翻了一番。按照现代标准(但完全符合当时的标准)，处决的方法是极其残忍的，包括淹死、活埋和把熔化的金属塞进喉咙。

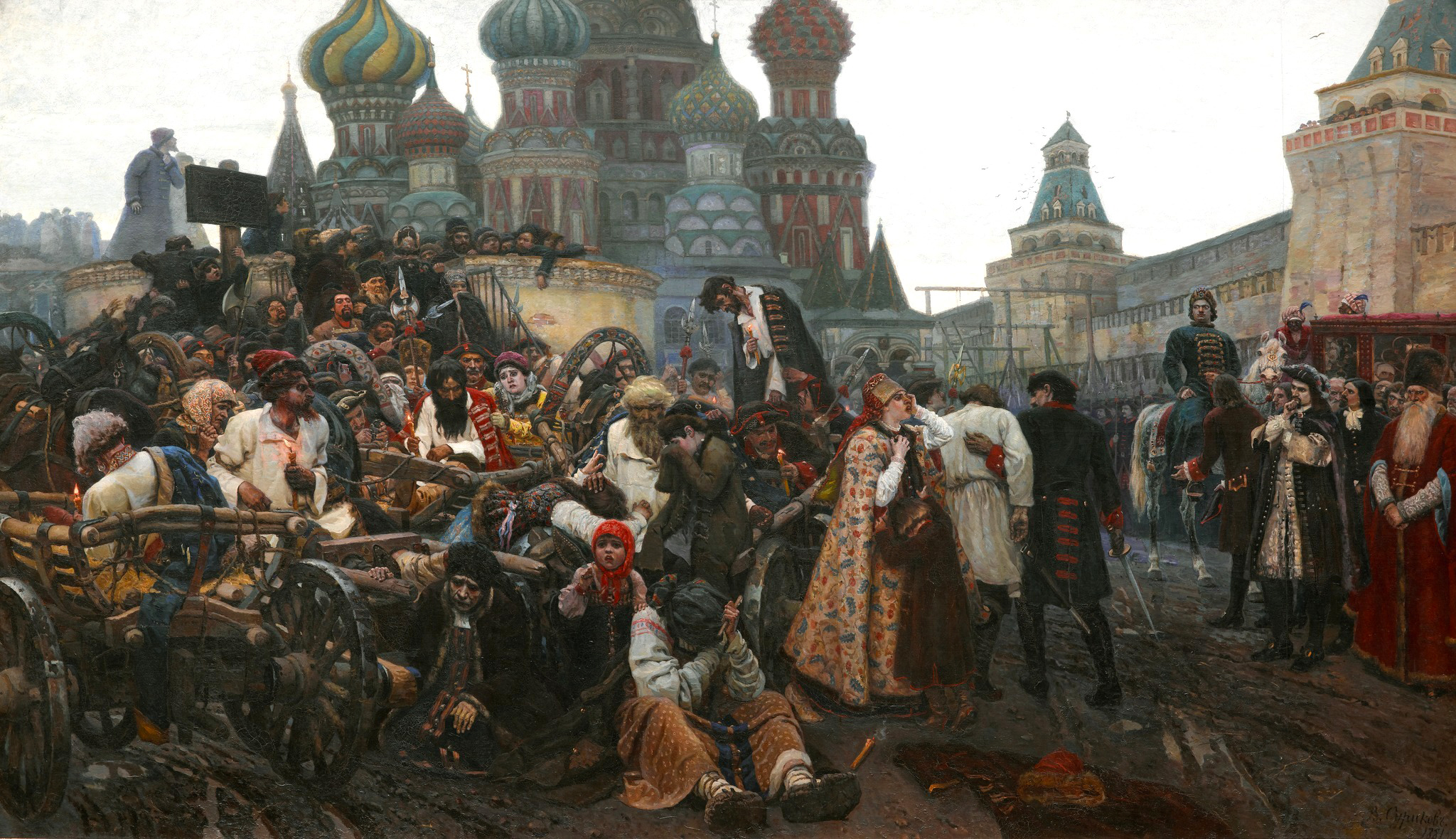
世界名画近卫军临刑的早晨，由瓦西里·伊万诺维奇·苏里科夫绘制

伊丽莎白(1741-1762年在位)起初不同意她父亲彼得对死刑的看法，并在1745年正式中止死刑，有效地颁布了一项禁令。这一禁令持续了11年，在遭到贵族甚至其本人的强烈反对后，死刑再次被允许执行。
也许对这个问题发表的第一个既严肃又强硬的公开声明来自叶卡捷琳娜二世，她的自由主义观点与她对启蒙运动的接受是一致的。在1767年的《议会立法指令》中，女王对死刑表达了不屑，认为这是不恰当的，并补充道:“在社会的通常状态下，死刑既没有用也不需要。”然而，对于某些罪大恶极的人，即使在被定罪和监禁期间，“仍有手段和力量引发公众不安”，是明确的例外。这个特殊的例外适用于1775年普加乔夫叛乱的反叛者。与叶卡捷琳娜的立场一致，在接下来的几十年里，公众对死刑的看法发生了转变。在1824年，这种惩罚的存在正是立法机关拒绝批准新版本刑法的原因之一。仅仅一年后，十二月党人起义失败了，法院判处其中36人死刑。尼古拉一世决定对除5项罪名外的所有刑期进行减刑，这在当时是极不寻常的，特别是考虑到对君主制的反抗几乎普遍导致了自动判处死刑，这可能是由于社会对死刑的看法发生了变化。到19世纪90年代末，对谋杀罪的死刑几乎从未执行过，取而代之的是10到15年的监禁和劳役，尽管叛国罪仍然执行死刑(例如，亚历山大·乌里扬诺夫在1887年被绞死)。然而，在1910年，死刑被重新引入并扩大，尽管仍然很少使用。

### 俄罗斯共和国
1917年3月12日，随着二月革命和俄罗斯共和国的成立，死刑被正式宣布为非法。1917年5月12日，允许对前线士兵执行死刑。

### 俄罗斯苏维埃社会主义共和国和苏联

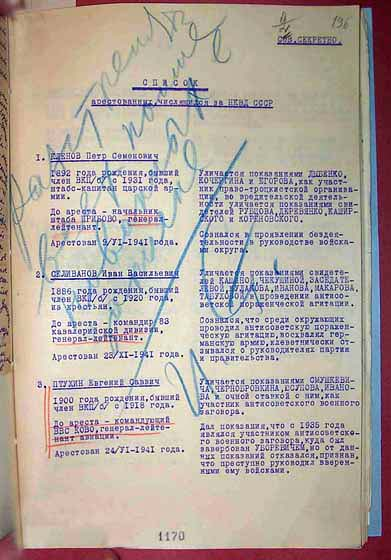
贝利亚在1942年1月29日提议处决46名将军。约瑟夫·斯大林的决议:“枪毙名单上的所有人。”

苏联政府在掌权后几乎立即确认了废除死刑，但很快又因为一些罪行恢复了死刑。最值得注意的是，1918年9月4日，范妮·卡普兰因试图在6天前刺杀列宁而被处决。在接下来的几十年里，死刑时而被允许，时而被禁止，有时是迅速连续的。死罪清单也发生了几次变化。
在约瑟夫·斯大林统治时期，许多人在20世纪30年代的大清洗中被处决。许多死刑判决是由特别任命的三人官员委员会——三人法庭宣布的。死刑的确切数字存在争议，档案研究表明在70万到80万之间，而1954年给尼基塔·赫鲁晓夫的一份官方报告引用了642,980项死刑判决。苏联的死刑判决被称为“最高刑罚”(Vysshaya Mera Nakazaniya, VMN)。根据第58条（反革命活动）作出的判决通常以简短的VMN结束，通常随后被枪决，但其他常见的判决为10年和25年徒刑。
1947年5月26日，死刑再次被废除，最严厉的判决为25年监禁，1950年5月12日恢复死刑:首先是对叛国罪和间谍罪，然后是对严重谋杀罪。1960年的《刑法》大大扩大了死罪的范围。根据1985-1989年的统计，2000项判决中死刑不到1项。根据GARF档案数据库，从1978年到1985年，有3058项死刑判决被上诉到俄罗斯最高苏维埃。在此期间，至少有一名妇女被处决，她就是安东尼娜·马卡洛娃，于1978年8月11日被处决。苏联解体后，俄罗斯联邦时断时续地执行死刑，官方规定每年最多执行10项左右。1996年，俄罗斯為加入欧洲委员会而暂停执行死刑至今。

## 现状

### 法律限制
俄罗斯宪法第20条规定，人人都有生命权，“在废除死刑之前，死刑只能适用于危害人类生命的最严重罪行。”此外，所有这些判决都需要陪审团审判。一些人认为，列入废除死刑的措辞是要求在未来某个时候废除死刑。
现行刑法允许对五项罪行判处死刑:
- 谋杀，有某些严重情节(第105.2条)
- 侵犯司法人员和初步调查人员的生命(第二百九十五条)
- 侵犯执法机关工作人员的生命(第三百一十七条)
- 对政治家或公众人物生命的侵犯(第二百七十七条)
- 种族灭绝(357节)

没有任何罪行被强制判处死刑;上述五节中的每一节还可判处无期徒刑，以及不少于8年或12年(视罪行而定)或不超过30年的刑期。此外，犯罪时年龄在18岁以下或60岁以上的男子和所有妇女都不会被判处死刑。
《刑罚执行法典》规定，执行应"以枪决的方式不公开地"执行。

### 中止
欧洲委员会对所有成员的一项绝对要求是，不能对任何罪行执行死刑。虽然首选的方法是废除死刑，但理事会已表明，它将接受暂停执行，至少是暂时暂停执行。根据这一规则，1996年1月25日，安理会要求俄罗斯立即暂停执行死刑，并在三年内完全废除死刑，以便核准其加入本组织的申请。一个多月后，俄罗斯同意了并成为了安理会成员。这项禁令是否真的作为一项法律权利而实施，这是一个有争议的话题。
1996年5月16日，当时的总统鲍里斯·叶利钦颁布了一项法令，"在俄罗斯加入欧洲委员会的同时逐步减少死刑的适用"，这一法令被广泛引用为事实上确立了这一暂停。该法令呼吁立法机构制定一项废除死刑的法律，并建议减少死刑罪的数量，并要求当局以人道的方式对待死囚。虽然该命令可能被解读为没有明确宣布死刑为非法，但这最终是实际效果，而且在俄罗斯获得本组织成员资格后，欧洲委员会也接受了该命令。但是，由于处决在1996年上半年- -即在俄罗斯签署该协定之后- -继续进行，安理会不满意，向俄罗斯提出了几次最后通牒，威胁说如果继续执行死刑，就驱逐俄罗斯。作为回应，又颁布了几项法律和命令，自1996年8月以来，俄罗斯从未处决过任何人。俄罗斯最后一个被处决的人是一个名叫谢尔盖·戈洛夫金的连环杀手，他于1994年被定罪，于1996年8月2日被枪决。
1999年2月2日，俄罗斯宪法法院出于技术性原因宣布暂时停止执行任何处决，但第一次给予了暂停执行的毫无疑问的法律地位。根据上文引述的《宪法》，死刑只能由陪审团审判宣布，该国一些地区尚未执行陪审团审判。法院发现，这种差异使得死刑在该国任何地区都是非法的，即使在执行了陪审团审判程序的地区也是如此。根据该裁决，在全国所有地区实行陪审团审判之前，不得判处死刑。
2006年11月15日，国家杜马将仅存的车臣地区实行陪审团审判和暂停执行死刑的时间延长了三年，至2010年初。
在这一禁令结束前不久，即2009年11月19日，俄罗斯宪法法院延长了国家禁令，“直至批准《欧洲人权公约第6项议定书》为止”。法院还裁定，在车臣引入陪审团审判并不是解除禁令的有效手段。
2013年4月，俄罗斯总统弗拉基米尔·普京表示，取消禁令是不可取的。

## 民意
根据2006年由公众舆论基金会在暂停执行死刑10周年时进行的一项调查，四分之三的受访者支持死刑，其中只有4%的人赞成废除死刑。这项禁令本身受到55%的受访者的反对，28%的受访者表示支持。支持这项禁令的人平均受教育程度较高，生活在大城市，而且更年轻。
该公司2012年进行的一项调查(样本为3000人)发现，62%的受访者支持恢复死刑，21%的人仍然支持暂停执行死刑。在这次调查中，百分之五的受访者支持废除死刑，百分之六十六的受访者支持死刑作为一种有效的刑罚。
勒瓦达中心(Levada Center) 2013年的一项调查显示，与1996年暂停执行死刑之前一样，54%的受访者支持使用同等(38%)或更高(16%)的死刑，较2002年的68%和2012年的61%有所下降。这项调查发现，在城市地区，男性和老年人中，对死刑的支持率更高(例如莫斯科为77%)。根据勒瓦达中心的数据，寻求废除死刑的俄罗斯人比例在2002年为12%，2012年为10%，2013年为11%。根据同一消息来源，俄罗斯人赞成暂停禁令的比例从2002年的12%增加到2013年的23%。
2015年，支持死刑的人数比例降至41%，反对死刑的人数比例为44%。
2017年2月的一项调查显示，支持度略有上升，44%的俄罗斯人希望恢复死刑，41%的人表示反对这一措施。15%的受访者表示他们对这个问题没有任何看法。

## 俄罗斯对欧洲其他国家死刑的看法
2012年，两名恐怖分子因参与2011年明斯克地铁爆炸案而在白俄罗斯被处决。此后，俄罗斯外长拉夫罗夫表示，他敦促包括白俄罗斯在内的所有欧洲国家加入禁令。不过，他说，这是每个国家的内部事务，尽管俄罗斯谴责处决，但它仍然是反恐战争的主要支持者。

## 过程
历史上，俄罗斯使用了各种死刑，如绞刑、断轮刑、火刑、砍头刑、鞭打至死等。在伊凡雷帝时期，死刑通常采取奇异和折磨的形式，穿刺是最常见的一种。某些罪行会受到特定形式的死刑，例如，伪造硬币的人会将熔化的铅注入他们的喉咙，而某些宗教罪行则会受到活活烧死的惩罚。
在彼得大帝之后的时代，对军人的绞刑和对平民的枪杀成为了默认的处决手段，尽管某些非致命的体罚，如鞭打或鞭刑，可能会导致罪犯的死亡。
在苏联和后苏联时代的俄罗斯，犯人从第一次判决开始等待处决大约9-18个月。这是通过苏联司法系统处理2-3宗上诉通常需要的时间，具体取决于第一次判处罪犯死刑的法院级别。枪决是唯一合法的处决方式，尽管确切的程序从来没有成文。与大多数其他国家不同的是，死刑不需要任何官方仪式——罪犯通常不会得到任何警告，而是在出其不意的情况下执行，以消除恐惧、痛苦和抵抗。从发出警告到执行，通常只有几分钟。
这一过程通常由一名刽子手执行，只有在战时才使用行刑队。最常见的方法是让罪犯走进一个没有尽头的房间，用手枪从他的后脑门向他射击。在某些情况下，罪犯可能会被强迫跪下。谣传有些监狱有特别设计的带有铳眼的房间，而在另一些监狱里，犯人被绑在地板上，头靠在一个排血孔上。另一种方法是让犯人走出监狱，刽子手在那里等着他，一辆卡车打开了发动机和前灯。灯光使罪犯看不见东西，看不清方向，而引擎的噪音则掩盖了枪响。
被处决的罪犯和持不同政见者的尸体没有交给亲属，而是被埋在匿名的坟墓里，地点不详。